# 러시아 정보총국
정보총국(러시아어: Главное разведывательное управление, ГРУ, GRU)은 총참모부 정보총국(러시아어: Главное разведывательное управление Генерального штаба, ГРУ ГШ, GRU GSH)으로도 불리는 러시아 연방군 총참모부 직속 정보 기관이다. 주 업무인 국내외 군사정보 수집 이외에도 대외 비밀공작 등의 업무를 행한다.
한 때 산하 특수부대인 스페츠나츠 GRU가 이 곳 소속이었으나 2010년대의 러시아 연방군 개혁안에 따라 산하의 독립 스페츠나츠 조직이 폐지되고 다른 정규군의 스페츠나츠 조직과 통폐합되거나 신설된 연방군 총참모부 직속 독립 스페츠나츠 부대로 옮겨가면서 역사 속으로 사라지는 줄 알았으나 신임 러시아 연방 국방부 장관인 세르게이 쿠주게토비치 쇼이구(러시아어: Сергей Кужугетович Шойгу) 대장의 취임 이후 해당조직의 부활에 대한 논의를 거쳐 2013년 다시 결성되었다.

## 역사
러시아 연방군 총참모부 정보총국은 1918년 10월 21일 붉은 군대의 창설자이자 최고위원이던 레프 트로츠키가 창설했다. 블라디미르 레닌에 의해 KGB의 전신인 체카로 부터의 독립을 보장받은 이후로 소비에트 사회주의 공화국 연방 국방부 총참모부 산하 기관으로 자리잡아 점차 조직을 불리며 군사정보 수집 등의 임무를 수행했다. 냉전 기간 동안에는 그 중요성이 더욱 커져 요원파견, 위성이미지, 도/감청 등의 수단을 활용한 정보수집임무 이외에도 독립된 특수부대인 스페츠나츠 GRU를 훈련, 보유하여 국내외 공작, 특수전활동을 벌였으며 공산주의 게릴라를 훈련시키거나 친소비에트 사회주의 공화국 연방 성향의 국가에 군사 지원을 해주었다. 소비에트 연방의 붕괴 이후에도 러시아 연방군 아래에서 계속 활동하고 있다. 휘하 군사조직은 아프가니스탄 전쟁이나 체첸전쟁과 같은 군사작전은 물론 레바논 공화국 평화유지군 활동 등에도 참가하였다.
미합중국 국방부 합동참모본부 국방정보국(DIA)은 미니 CIA라고 불리는 곳이다. 대한민국 국방부 합동참모본부 국방정보국(DIA)도 비슷한 기관이지만, 대한민국은 군사안보지원사령부가 더 유명한 정보기관이다. 러시아 연방 국방부 러시아 연방군 총참모부 정보총국(GRU)도 연방군 총참모부가 합동참모본부이므로, 미합중국과 유사한 조직체계이다. 러시아 연방 국방부의 메인 정보기관이다.
북한 인민무력부 총참모부 정찰총국의 모체인 러시아 연방 국방부 러시아 연방군 총참모부 정보총국(GRU)는 소비에트 사회주의 공화국 연방 국방부 연방군 총참모부 덩보총국(GRU)가 모델이다. 1·21 청와대 기습 사건의 김신조가 바로 이 조직 소속이었다. KGB에 비해 ‘그루’라 불리는 GRU는 상대적으로 덜 알려져 있는데, 소비에트 사회주의 공화국 연방 국가보안위원회가 정치공작 중심이라면 소비에트 사회주의 공화국 연방군 총참모부 정보총국은 테러·파괴·암살 작전 중심이다.

## 현재
러시아 연방군 총참모부 정보총국은 현재 러시아 연방에서 가장 막강한 정보 기관이다. 과거 막강한 권력을 가지고 있던 경쟁기관 국가보안위원회(KGB)가 1991년 쿠데타로 몰락하면서 현재의 러시아 연방보안국(FSB)과 대외정보국(SVR)으로 분열된 것과는 달리, 러시아 연방군 총참모부 정보총국은 군부의 산하기관으로서 소비에트 연방 붕괴 이전의 규모를 그대로 유지할 수 있었다. 1997년 보고에 따르면 해외정보를 담당하는 정보기관인 대외정보국보다 6배 많은 국외 정보원을 보유하고 있으며 체첸 등지에서도 작전을 수행하고 있다. 2004년에는 체첸 반군의 지도자였던 젤림한 얀다르비예프를 암살하기도 했다.

## 관련보도
2016년 미합중국 대통령 선거판을 뒤흔든 민주당 전국위원회(DNC) 해킹을 조사하는 민간 보안업체 크라우드스트라이크 공동창업자인 드미트리 알페로비치는 DNC를 해킹한 2개 단체 중 1개가 GRU 소속이라는 "높은 확신"을 갖고 있다고 말했다.
힐러리 다이앤 로댐 클린턴 민주당 대통령선거후보의 선거대책위원회 위원장이었던 존 포데스타장의 이메일 해킹에 사용된 수법은 우크라이나에서 사용된 GRU의 해킹과 동일한 수법이었다. GRU는 지난 2014~2016년 사이 동부 우크라이나 지방의 반(反) 러시아 연방 무장 세력들이 사용하고 있는 안드로이드 휴대전화에 악성 프로그램을 유포했었다. 옛 소비에트 사회주의 공화국 연방의 국가안보위원회(KGB) 후신인 러시아 연방보안국(FSB) 해킹팅 APT29와 러시아 연방군 총참모부 정보총국(GRU) 해킹팀 APT28이 미국 민주당 전국위원회를 해킹한 것으로 추정된다.
2018년 2월 9일, 평창 동계올림픽 조직위원회 홈페이지가 다운되었다. 미합중국 정보당국은 러시아 연방군 총참모부 정보총국 해킹팀 팬시 베어(Fancy Bear)의 해킹 때문이라고 밝혔다. 팬시 베어는 소퍼시(Sofacy), 폰 스톰(Pawn Storm), APT28로도 불린다. 300여대의 올림픽 조직위 컴퓨터에 연결해 네트워크를 마비시키는 멀웨어(악성소프트웨어)를 심었으며, 러시아 연방의 참가를 거부한 보복으로 추정하고 있다. 조선민주주의인민공화국 소행으로 위장했다. 조선민주주의인민공화국 국방성 정찰총국 해킹팀은 래저러스(Lazarus)라고 부른다. 조선민주주의인민공화국 국방부 정찰총국에는 6000명의 해커가 있다고 알려져 있다.
2018년 2월 28일, 요하네스 딤로트 독일연방공화국 내정부 대변인이 "연방정보기술안정청(BSI)과 정보기관이 독일연방공화국 정부의 네트워크에 대한 사이버 보안사건을 수사 중"이라고 밝혔다. 독일연방공화국 정부는 러시아 연방군 정보총국(GRU) 해킹그룹인 팬시베어로 추정하고 있다. 독일연방공화국 국방부와 외교부 등의 보안 네트워크에 최소 1년여간 지속적으로 사이버 공격을 했지만 독일연방공화국 정부는 이를 2017년 12월에서야 처음 인지했다.
2018년 3월 4일 오후, 그레이트브리튼 북아일랜드 연합왕국 솔즈베리의 한 쇼핑몰에서 러시아 연방 국방부 총참모부 정보총국 대령이었던 세르게이 스크리팔(66)과 그와 알고 지내던 30대 여성이 의식불명으로 쓰러졌다. 영국 비밀정보국에 포섭당해 국가기밀을 유출하다가 러시아 연방 당국에 체포, 오랫동안 징역형을 살다가, 2010년 냉전 이후 미합중국과 러시아 연방의 첫 대규모 스파이 맞교환 때 함께 풀려나 이후 그레이트브리튼 및 북아일랜드 연합왕국으로 이주했다.

## 같이 보기
- 연방보안국
- 해외정보국
- 국가보안위원회(KGB)